# Murió hace quince años
Murió hace quince años es una película dramática española estrenada en 1954, dirigida por Rafael Gil y protagonizada en los papeles principales por Rafael Rivelles y Francisco Rabal.
Obtuvo el galardón a la mejor película concedido por el Sindicato Nacional del Espectáculo.
La película está basada en la obra de teatro homónima de José Antonio Giménez Arnau, ganadora del Premio Lope de Vega de 1952 y el Premio Nacional de Teatro de 1953.
Por su papel en la película Rafael Rivelles obtuvo el galardón en la categoría de Mejor intérprete de cine español en los Premios Fotogramas de Plata.

## Sinopsis
Diego Acuña fue uno de los niños trasladados a la Unión Soviética durante la guerra civil española y educado en el comunismo y preparado para actuar como espía internacional. Entre sus destinos están Francia e Italia, donde trabajará bajo el mando de Germán Goeritz. Tras varios años se le encomienda una misión en España, en la que debe colaborar en el asesinato de su padre, un importante opositor del comunismo.

## Reparto
- Rafael Rivelles como Coronel Acuña
- Francisco Rabal como Diego Acuña
- Lyla Rocco como Mónica
- Gérard Tichy como Germán Goeritz
- Carmen Rodríguez como Cándida
- Ricardo Calvo como Daniel
- Fernando Sancho como Joaquín Campos
- Félix de Pomés como Jefe de policía
- Antonio Prieto como Ramón Iranzo
- José Manuel Martín como Muñoz
- Porfiria Sanchiz como Profesora
- María Dolores Pradera como Cantante
- Maria Piazzai como Irene
- Adela Carboné como Vieja
- Ramón D. Faraldo como Profesor
- Rufino Inglés como Segundo agente en El Escorial
- Pedro Luis Ramírez como Viajero del avión
- Jacinto San Emeterio como Agente en el aeropuerto